# Mogoskozsokányi fatemplom
A mogoskozsokányi fatemplom műemlék Romániában, Fehér megyében. A romániai műemlékek jegyzékében az AB-II-m-B-00207 sorszámon szerepel.